# Mycalesis angiana
Mycalesis angiana är en fjärilsart som beskrevs av James John Joicey och Talbot 1915. Mycalesis angiana ingår i släktet Mycalesis och familjen praktfjärilar. Inga underarter finns listade i Catalogue of Life.